# Rädisa
Rädisa (Raphanus sativus var. sativus) är en ett- eller tvåårig ört i familjen korsblommiga växter. Bladen sitter i en rosett och är flikigt ovala. Rädisans uppsvällda stamknöl äts som grönsak. 

## Ursprung
Det är okänt var rädisan ursprungligen kommer från. Den har länge odlats som kulturväxt i Kina och Japan. Romarna kände till växten vid vår tideräknings början. På 1500-talet kom rädisan till Nordeuropa, och den har odlats i Sverige sedan 1600-talet. 
Ursprungligen gjordes ingen skillnad mellan rädisa och rättika; ordet rädisa är belagt i hovräkenskaperna första gången 1636. Den blev emellertid inte vanlig som kulturväxt i Sverige förrän på 1800-talet.

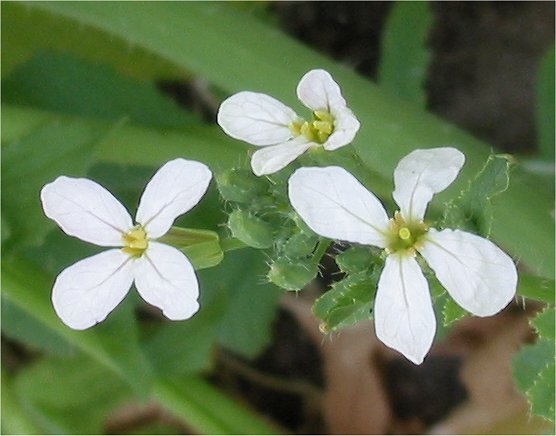
Blommande rädisa

## Rädisa som grönsak
Rädisan skördas genom att man drar upp den ur jorden, precis som med morötter. Det är vanligtvis stamknölen som äts, men även blasten kan användas som salladsblad, finhackad eller tillagad. Rädisor är ofta runda och skarpt röda utanpå och vita inuti och äts vanligtvis råa. De varierar i utseende beroende på sort. Det finns avlånga, runda, helt röda, rödvita eller helt vita rädisor. Dessutom finns sorter där man äter fröbaljorna. Rädisor kan ha en ganska stark smak, vilken beror på senapsoljor som framförallt finns i de yttersta lagren. Rädisor skördas tidigt; står de länge blir de träiga. De äts vanligen färska eller hastigt kokta.
Rädisor innehåller näringsämnen som natrium, vitamin C och kostfiber.
Rädisor kan odlas i växthus och finns därför vanligen färska året om i handeln. De saluförs endera i knippen eller i plastpåsar med blasten bortrensad. Rädisor för export odlas bland annat i  Nederländerna och i Israel.

## Rädisa och rättika
Rädisa och rättika är olika odlade varieteter av samma art, Raphanus sativus. Den späda rädisan går under artbeteckningen Raphanus sativus var. sativus, medan rättikan är mer storvuxna varieteter, med eller utan svart skal. Varieteter med svart skal (Raphanus sativus var. nigra) har ibland benämnts som vinterrättika eller svart rättika.
De två orden 'rädisa' och 'rättika' har samma etymologiska ursprung, och båda är trädgårdstermer som går tillbaka på latinets radix - "rot". Ordet/växten rädisa har kommit in i svenskan via franskans radis (jämför även engelskans radish), medan ordet/växten rättika har kommit till Sverige via medellågtyskans redik eller fornhögtyskans retih (jämför Rettich i dagens tyska).
På bland annat engelska och franska har man inte separata namn för rädisa och rättika. På engelska benämns ofta Raphanus sativus-varieteterna med stor stamknöl som winter radish. Detta motsvarar tyskans Garten-Rettich.
Rättikor är även det svenska namnet på hela växtsläktet Raphanus.